# Ross University
Ross University é uma universidade privada fundada em 1978, que oferece cursos de medicina e veterinária. A Escola de medicina está localizada na Dominica, no Caribe, com um Centro educacional clínico (aberto em 2009), em Freeport. nas Bahamas. A Faculdade de Veterinária está localizada na Ilha de São Cristóvão. Ross University é de propriedade da DeVry, Inc., que adquiriu a faculdade em 2003 de Leeds Equity Partners, uma Private equity de $ 310 milhões de dólares. Os escritórios da administração fica em North Brunswick Township, no estado de Nova Jérsei, nos Estados Unidos. Os estudantes da Ross University são quase todos cidadãos ou moradores permanentes dos Estados Unidos, que podem receber ajuda financeira do Title IV of the Higher Education Act. Os currículos dos cursos de medicina e veterinária empregados pela Ross University seguem os modelos utilizados nos Estados Unidos.

## Faculdade de medicina
A Faculdade de medicina da Ross University (RUSM) foi fundada em 1978 pelo empresário Robert Ross. Está localizada em Portsmouth na ilha caribenha Dominica. A faculdade confere aos seus graduados o título de Médico.

## Estudantes da Faculdade de medicina
A idade média dos estudantes matriculados é 25 anos e 43% deles são do sexo feminino.

## Faculdade de veterinária
A Faculdade de veterinária da Ross University (RUSVM) fica na ilha de São Cristóvão.

## Mensalidades e taxas
A mensalidade da Ross University em 2010 foi fixada em US$ 16.140 para a parte básica do currículo e US$ 17.615 para a parte das ciências clínicas, não incluídos acomodações, viagens e outras despesas.